# Šavnik
Šavnik (cyr. Шавник) – miasto w Czarnogórze, siedziba gminy Šavnik. W 2011 roku liczyło 472 mieszkańców.